# Hit My Heart
Singles de J.K.
Make Me Feel
(2001)
Singles de Benassi Bros
Illusion
(2003) Make Me Feel
(2005)
Pistes de Pumphonia
I Love My Sex Time Is What You Need
Hit My Heart est une chanson de J.K. sortie en novembre 2002. Elle a été reprise par Benassi Bros en 2004, avec la participation de la chanteuse italienne Dhany.

## Liste des pistes
J.K. (2002)
- Hit My Heart (Original Edit) - 3:15
- Hit My Heart (Original Extended) - 6:35
- Hit My Heart (Original Extended Instrumental) - 6:35
- Hit My Heart (Trance Edit) - 3:17
- Hit My Heart (Trance Extended) - 6:28
- Hit My Heart (Trance Extended Instrumental) - 6:28
- Hit My Heart (KMC Vision Mix) - 6:37
- Hit My Heart (Epic One) - 2:31

Benassi Bros (2004)
CD-Maxi
- 1. 	Hit My Heart (Radio Edit)		 3:16
- 2. 	Hit My Heart (Sfaction Mix)		 5:23
- 3. 	Hit My Heart (Original LP Version)	 5:09
- 4. 	Hit My Heart (Vision Mix)		 6:12
- 5. 	Hit My Heart (Sfaction Mix Instrumental) 5:23
- 6. 	Hit My Heart (Vision Mix Instrumental)	 6:09

## Classement par pays
| Classement          | Meilleure position |
| ------------------- | ------------------ |
| Belgique (Wallonie) | 9                  |
| France              | 11                 |
| Pays-Bas            | 34                 |
| Italie              | 41                 |
| Suisse              | 48                 |
| France Club 40      | 2                  |